# Campionato Europeo Supermoto 2011
Nel 2011 il Campionato Europeo Supermoto si riduce alla sola categoria Open, mentre la S3 (250cc) viene soppressa, tornando quindi con l'impostazione pre-mondiale a classe unica mantenuta fino al 2002.
Inoltre dal 2011 i primi tre classificati alla fine del Campionato Europeo Supermoto vengono promossi al Mondiale S1 l'anno successivo.

## Gare del 2011
|   | Paese      | Località       | Data         |
| 1 | Italia     | Busca          | 3 aprile     |
| 2 | Bulgaria   | Pleven         | 29 maggio    |
| 3 | Andorra    | Pas De La Casa | 3 luglio     |
| 4 | Italia     | Triscina       | 28 agosto    |
| 5 | Portogallo | Portimão       | 25 settembre |
| 6 | Francia    | Cahors         | 23 ottobre   |

## Open (Top 8)
| Pos | Pilota                  | Moto/Team                | ITA 1 | ITA 2 | ITA 3 | BUL 1 | BUL 2 | BUL 3 | AND 1 | AND 2 | AND 3 | SIC 1 | SIC 2 | SIC 3 | POR 1 | POR 2 | POR 3 | FRA 1 | FRA 2 | FRA 3 | Punti |
| --- | ----------------------- | ------------------------ | ----- | ----- | ----- | ----- | ----- | ----- | ----- | ----- | ----- | ----- | ----- | ----- | ----- | ----- | ----- | ----- | ----- | ----- | ----- |
| 1   | Teo Monticelli          | Honda Freccia Monticelli | 2     | 3     | 1     | 1     | 1     | 2     | 2     | 4     | 1     | 1     | 1     | 1     | 2     | 2     | 3     | 2     | 1     | 1     | 415   |
| 2   | Pavel Kejmar            | Suzuki Tuning Sport DSR  | 8     | 5     | 6     | 2     | 2     | 1     | 7     | 8     | 10    | 4     | 3     | 3     | 1     | 1     | 1     | 1     | 2     | 5     | 347   |
| 3   | Alessandro Tognaccini   | KTM 747 Motorsport       | 3     | 2     | 3     | 3     | 4     | 3     | 4     | 5     | 2     | 3     | 8     | 4     | 6     | 3     | 5     | 3     | 3     | 3     | 338   |
| 4   | Massimiliano Porfiri    | Honda Freccia Monticelli | 1     | 1     | 2     | 7     | 7     | 16    | 3     | 1     | 5     | 9     | 5     | 6     | 5     | 4     | 2     | 4     | 5     | 10    | 310   |
| 5   | Petr Vorlíček           | Suzuki Tuning Sport DSR  | 6     | 10    | 8     | 4     | 5     | 10    | 1     | 6     | 4     | 2     | 2     | 2     | 3     | 5     | 4     |       |       |       | 262   |
| 6   | Mattia Martella         | KTM Motoracing           | 15    | 6     | 5     | 8     | 9     | 8     | 10    | 10    | 6     | 5     | 4     | 5     |       |       |       | 19    | 10    | 7     | 189   |
| 7   | Jan Deitenbach          | Suzuki DSR               | 12    | 12    | 10    | 16    | 8     | 7     |       |       |       | 8     | 7     | 9     | 4     | 6     | 8     | 6     | 7     | 8     | 188   |
| 8   | Malachi Mitchell Thomas | Honda SHR Supermoto      | 18    | 17    | 13    | 14    | 15    | 12    | 8     | 9     | 8     | 12    | 9     | 15    | 7     | 8     | 7     | 8     | 9     | 6     | 183   |
| Pos | Pilota                  | Moto/Team                | ITA 1 | ITA 2 | ITA 3 | BUL 1 | BUL 2 | BUL 3 | AND 1 | AND 2 | AND 3 | SIC 1 | SIC 2 | SIC 3 | POR 1 | POR 2 | POR 3 | FRA 1 | FRA 2 | FRA 3 | Punti |